# Patdi
Patdi o Patri fou un estat tributari protegit a l'agència de Kathiawar, prant de Jhalawar, presidència de Bombai, amb una superfície de 104 km² i una població el 1881 de 3.877 habitants, el 1901 de 2.190 habitants i el 1931 de 17.225 habitants. El 1881 i 1901 hi havia 7 pobles i els ingressos eren el 1881 de 9.000 rúpies i el 1901 de 22.000 rúpies. Era estat de quarta classe de Kathiawar. El tribut el 1881 era de poc més de 52 lliures, pagades al govern britànic.
Fou fundat vers 1484 quan Ver Singh va rebre Viramgam del sultà de Gujarat Mahmud Shah I Begra Gudjarati (Baykara) Saif al-Din (1458-1511); al segle XVII els sobirans van rebre de Jahangir el títol de Shri Desai. l'estat va portar el nom de Viramgam fins al segle XVIII quan la capital va ser ocupada per Baroda i la dinastia es va traslladar a Patdi. Els governants eren del clan Desai dels Kadwa Patidar.

## Llista de Desai shris
- Veer Singh 1484-?
- Un o dos successors
- Banjibhai
- Udekaramji
- Bhavsimhji
- Nathubhai ? - 1796
- Vakhatsimji 1796 - 1809
- Harisimhji 1809-?
- Arbhamji
- Kubersimji
- Jorawarsimhji ? - 1884
- Surajmalji Jorawarsimhji 1884-1913
- Daulatsimhji Surajmalji 1913-1928
- Raghuvirsimhji Daulatsimhji 1928-1940
- Naransimhji Chandrasimhji 1940-1941
- Pratapsimhji Naransimhji 1941-1949 (+1978)